# Awalé
L'awalé ou awélé est un jeu de société combinatoire abstrait créé en Afrique.

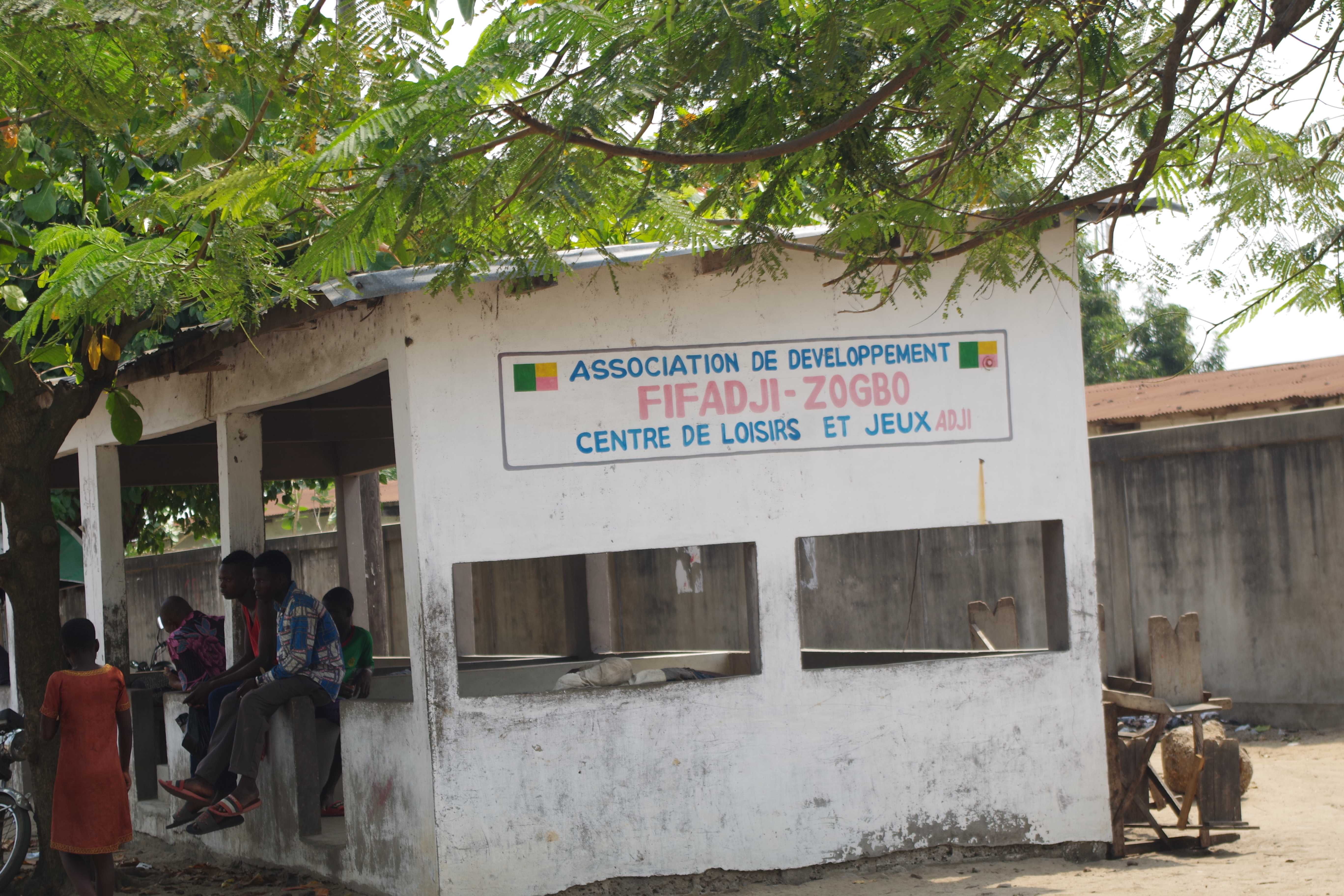
Centre Jeu traditionnel ADJI awalé (domino) à Cotonou, au Bénin.

C'est le plus répandu des jeux de la famille mancala, ensemble de jeux africains de type « compter et capturer » dans lesquels on distribue des cailloux, graines ou coquillages dans des coupelles ou des trous, parfois creusés à même le sol.

## Autres noms
Ce jeu s'est propagé dans de nombreux pays d'Afrique, puis aux Caraïbes, c'est pourquoi on lui trouve de nombreux noms. En voici quelques-uns : wôli ou wali (bamanan ou bambara au Mali), adi (ewes au Ghana), aji (Bénin), awalé (Côte d'Ivoire), awari, awélé (Côte d'Ivoire et Ghana), katra, katro, fanga (malgache à Madagascar) ayo (yoruba au Nigeria), wure (wolof au Sénégal), ouril, uril (Cap-Vert), oware ou owaré (akan au Ghana), Sija (au Tchad), wéri chez les Tagbana en Côte d'Ivoire, wari (Caraïbes), kay ou hoyito (Hispaniola) ou encore « igisoro » (Rwanda).
Il ne faut pas confondre avec les autres jeux de la famille des mancalas, aux règles proches, tels que le bao, le nam-nam, le En Gehé (ou engehei) ou encore le omweso (ou omweeso, mweso). Mancala, kalah ou kalaha désignent également des jeux de la famille des mancalas.

## La légende

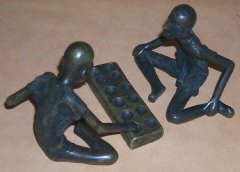
Figurines burkinabés (Lobi)

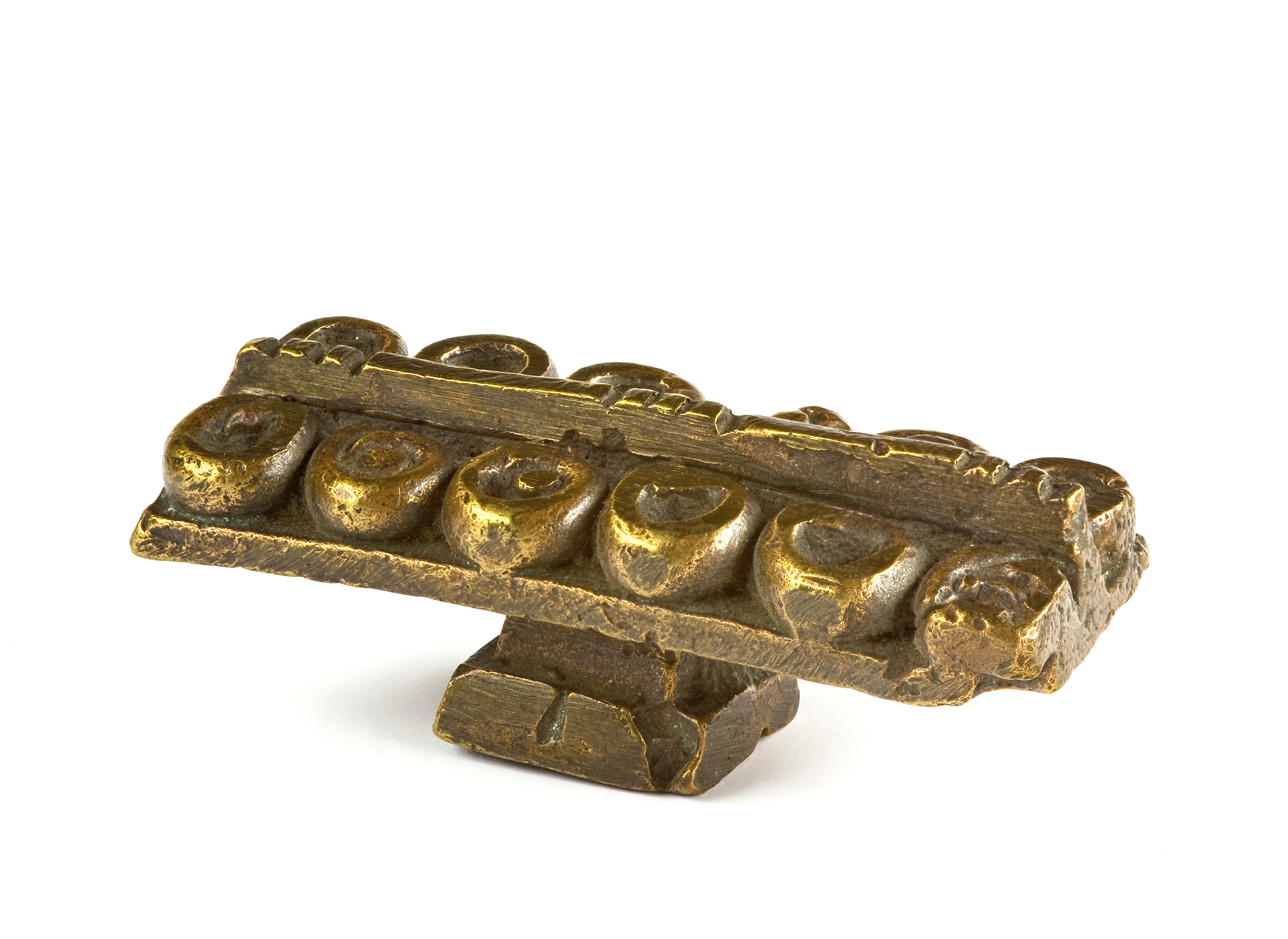
Poids à peser l'or Akan - Muséum de Toulouse

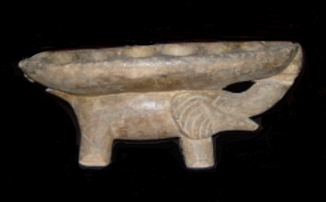
Awalé en forme d'éléphant

Voici l'une des légendes sur la naissance de ce jeu, mais tout comme ses noms et ses règles, elles sont nombreuses :

« Ils ont marché longtemps, très longtemps à travers le désert, jusqu'à ce qu'ils arrivent au bord de la mer. Ils ont fait des provisions de coquillages puis sont repartis dans leur village. En chemin, ils ont fait des trous dans le sable pour stocker les coquillages. C'est ainsi qu'est né le jeu : des coquillages dans des trous. »

On dit aussi que l'arbre qui produit les graines servant au jeu, le Caesalpinia crista ou Caesalpinia bonduc (Guilandina bonduc) ou canique grise, n'existe que dans ce but.
Les travaux de Culin, de Griaule et de Reysset ont par ailleurs permis d’établir des liens entre les cosmogonies Dogon (Mali) et Luba-Lulla (Zaïre) et le jeu d’awalé.

## L'histoire
L’awalé appartient à la grande famille des jeux de semailles africains (dits aussi mancala ; « déplacer » en arabe). Ces jeux au mécanisme très particulier et sans hasard ne peuvent s’apparenter au Senet égyptien qui, lui, est un jeu de parcours (avec dés) et a une stratégie très différente. Les égyptologues n’ont jamais rencontré de jeu comparable à l’awalé parmi les jeux, très bien conservés et connus, de l’Égypte antique. Les premiers tabliers d’awalé datables ont été découverts lors de fouilles archéologiques en Éthiopie (royaume d'Aksoum) et semblent remonter au VIIIe siècle.
L'awalé/mancala se retrouve dans toute l’Afrique, mais à partir du IXe siècle il s'est propagé aussi au Moyen-Orient, dans la péninsule Arabique, en Inde, en Indonésie et jusqu'en Chine. La forme awalé, typique de l'Afrique de l'Ouest et notamment en Côte d'Ivoire, a suivi quant à elle les routes de l’esclavage. On retrouve les traces de ce jeu en Amérique latine mais surtout aux Caraïbes.
Les sources historiques manquent, mais le Kitab-al-arhani évoque le jeu au Xe siècle, tout comme l'orientaliste anglais Thomas Hyde dans son livre De Ludis Orientalibus Libri Duo (Oxford, 1694). Un roi Kuba (Shamba Balongombo) s’est fait représenter en sculpture avec ce jeu vers 1620 et le jeu a manifestement longtemps connu un grand prestige en Afrique.
L’awalé fait appel à des capacités cognitives et stratégiques élevées et aujourd’hui on trouve d’excellents joueurs originaires du Ghana et d’Antigua-et-Barbuda.

## Le plateau et les graines

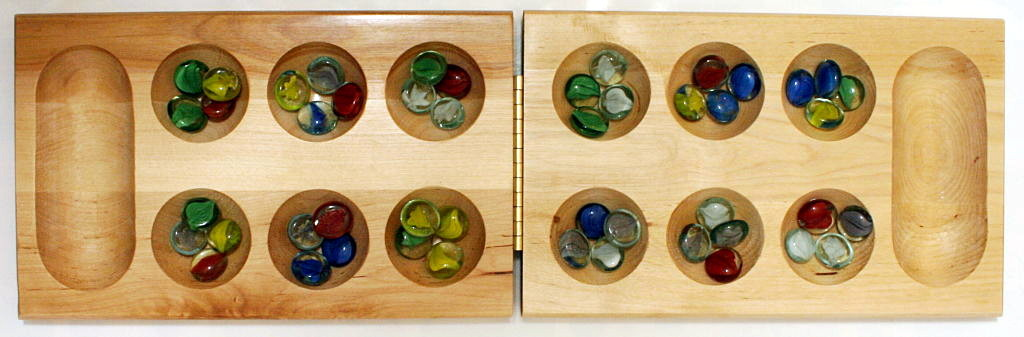
Plateau de jeu avec des billes

Le plateau ressemble, dans son modèle transportable, à deux demi-bûches reliées par des charnières. Il est généralement en bois et est creusé de deux rangées de six trous, avec parfois deux plus gros trous sur les bords.
La plupart des awalés sous forme de demi-bûches articulées vendus en France sont fabriqués à Grand-Bassam, la première capitale de la Côte d'Ivoire, à une vingtaine de kilomètres à l'est d'Abidjan. Un des plus anciens awalés existants est exposé au Musée national du Mali à Bamako. Il date probablement du XIXe siècle.
Les graines sont parfois remplacées par des billes ou des cailloux. Mais la plupart du temps, ce sont des graines venant de l'arbre Caesalpinia bonduc. Elles ressemblent à des olives vertes mais sont moins périssables.
Au Gabon, le jeu porte le nom de Mbekh ô kôla. Les règles sont presque identiques mais les captures avec le singleton en dernière case à droite sont interdites et la règle du « donner à manger » n'est pas appliquée. Mbekh, en langue fang, signifie « pétrin », « auge » ou « mortier ». Samuel Galley dans son dictionnaire fang-français donne la définition suivante :
Mbekh ô kôla: jeu de 'kola' qui ressemble à une pirogue ou à un village. Il y a 12 casiers dans lesquels on met des pierres ou les fruits de l'ôkola, plus deux grands casiers aux extrémités.
Lorsqu'on sait qu'un village fang a un plan bien distinct de ceux des villages des autres ethnies, on voit que la forme d'un tablier de jeu n'est pas indifférente. L'étude des tabliers a fait l'objet d'études approfondies dans les publications spécialisées.

## Les règles

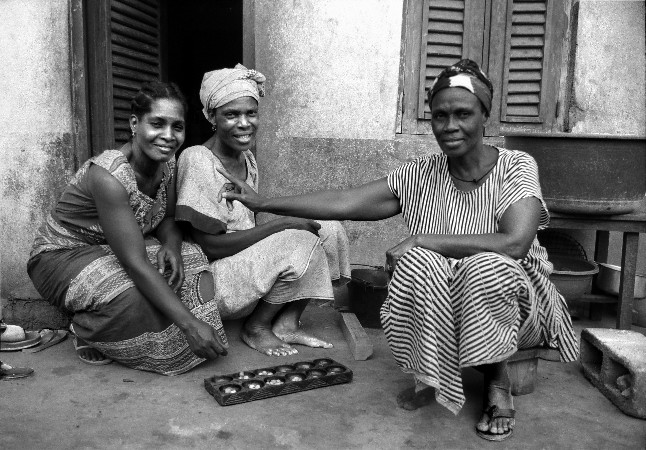
Femmes africaines jouant à l'Awélé.

### Règles de base
En Côte d'Ivoire, coexistent deux règles principales, la règle bété, qui se base sur dix cases, et une règle commune aux Akan (Baoulé, notamment) et aux Dioula (« commerçants » en bambara, notion qui englobe les représentants des communautés culturelles du Nord). Ce sont les règles de ces derniers qui, à quelques détails près, sont utilisées par la Fédération internationale. Ce sont les règles généralement décrites dans les ouvrages et les sites de référence sur les jeux,.

### Variante
Les variations étant innombrables, nous n'en détaillerons qu'une qui est relativement courante, appelée « Abapa », utilisée dans les tournois et reconnue par la fédération internationale (World Oware Federation).
- Comme aux échecs, seulement deux joueurs peuvent s'affronter, mais contrairement aux échecs, les joueurs doivent jouer rapidement et le public peut (mais pas en tournoi) faire du bruit, chanter, discuter les coups.

Des hommes jouant au Jeu Adji- awalé (domino) à Cotonou quartier Fifadji Bénin.

- Au départ, on répartit quarante-huit graines dans les douze trous à raison de quatre graines par trou.
- Les joueurs sont l'un en face de l'autre, avec une rangée devant chaque joueur. Cette rangée sera son camp. On choisit un sens de rotation qui vaudra pour toute la partie. On choisit également un joueur qui commencera la partie.
- Un tour se joue de la façon suivante : le premier joueur prend toutes les graines d'un des trous de son camp puis il les égrène dans toutes les cases qui suivent sur sa rangée puis sur celle de son adversaire suivant le sens de rotation (une graine dans chaque trou après celui où il a récupéré les graines). Si sa dernière graine tombe dans un trou du camp adverse et qu'il y a maintenant deux ou trois graines dans ce trou, le joueur récupère ces deux ou trois graines et les met de côté. Ensuite il regarde la case précédente : si elle est dans le camp adverse et contient deux ou trois graines, il récupère ces graines, et ainsi de suite jusqu'à ce qu'il arrive à son camp ou jusqu'à ce qu'il y ait un nombre de graines différent de deux ou trois.

Exemple de coup avec prise :
| a | b | c | d     | e               | f |
| - | - | - | ----- | --------------- | - |
| 2 | 2 | 1 | 2     | 3               | 1 |
| 3 | 1 | 4 | Empty | 6 (highlighted) | 2 |
| A | B | C | D     | E               | F |

Le joueur du bas sème (sens anti-horaire) les 6 graines de E.
| a | b               | c               | d               | e     | f |
| - | --------------- | --------------- | --------------- | ----- | - |
| 2 | 3 (highlighted) | 2 (highlighted) | 3 (highlighted) | 4     | 2 |
| 3 | 1               | 4               | Empty           | Empty | 3 |
| A | B               | C               | D               | E     | F |

À la fin du coup il récolte b, c et d mais ni e ni f.
- Le but du jeu est d'avoir récupéré le plus de graines à la fin de la partie.
- On ne saute pas de case lorsqu'on égrène sauf lorsqu'on a douze graines ou plus, c'est-à-dire qu'on fait un tour complet : on ne remplit pas la case dans laquelle on vient de prendre les graines.
- Il faut « nourrir » l'adversaire, c'est-à-dire que, quand celui-ci n'a plus de graines, il faut absolument jouer un coup qui lui permette de rejouer ensuite. Si ce n'est pas possible, la partie s'arrête et le joueur qui allait jouer capture les graines restantes.

Illustration de l'obligation de nourrir et de la règle des 12 graines :
| a     | b     | c     | d     | e     | f     |
| ----- | ----- | ----- | ----- | ----- | ----- |
| Empty | Empty | Empty | Empty | Empty | Empty |
| 3     | 1     | 13    | Empty | 1     | Empty |
| A     | B     | C     | D     | E     | F     |

Le joueur du bas doit obligatoirement semer C pour nourrir l'adversaire.
| a | b | c                   | d | e | f |
| - | - | ------------------- | - | - | - |
| 1 | 1 | 1                   | 1 | 1 | 1 |
| 4 | 2 | Empty (highlighted) | 2 | 3 | 1 |
| A | B | C                   | D | E | F |

Lors du coup, le joueur a semé (en sens anti-horaire) plus de 12 graines, il saute donc le trou de départ.
- Si un coup devait prendre toutes les graines adverses, alors le coup peut être joué, mais aucune capture n'est faite : il ne faut pas « affamer » l'adversaire.
- La partie s'arrête quand un des joueurs a capturé au moins 25 graines (soit plus de la moitié), quand il n'est plus possible de capturer d'autres graines ou quand l'un des joueurs n'a plus de graines dans son camp sans qu'il soit possible à son adversaire de le nourrir (fin par famine, toutes les graines restantes vont à celui qui peut encore jouer).

Les deux types de situation finale :
| a     | b | c     | d     | e     | f     |
| ----- | - | ----- | ----- | ----- | ----- |
| Empty | 1 | 1     | Empty | Empty | Empty |
| Empty | 1 | Empty | Empty | Empty | Empty |
| A     | B | C     | D     | E     | F     |

Chaque joueur a encore des graines, mais il n'est plus possible de forcer de capture.
| a     | b     | c     | d     | e     | f     |
| ----- | ----- | ----- | ----- | ----- | ----- |
| Empty | Empty | Empty | Empty | Empty | Empty |
| Empty | 1     | Empty | 2     | Empty | Empty |
| A     | B     | C     | D     | E     | F     |

Toutes les graines restantes sont dans le même camp et on ne peut plus nourrir l'autre ; le joueur du bas récolte les dernières graines.
Ces règles sont plus simples qu'il n'y paraît. Elles sont rapidement assimilées par les débutants qui réalisent rapidement de très beaux coups, ce qui en fait un jeu très agréable pour tous et dans toutes les situations.

## Principes de jeu
Le jeu se décompose naturellement en trois phases durant lesquelles les techniques à adopter diffèrent.

### Début de partie
- Il est conseillé d'alterner les cases vides et les cases comportant plus de deux graines, que l'adversaire ne pourra donc pas récolter pour éviter les prises multiples[9].

Intérêt de l'alternance trous pleins-trous vides :
| a | b | c               | d     | e               | f |
| - | - | --------------- | ----- | --------------- | - |
| 4 | 2 | 3               | 2     | 3               | 1 |
| 3 | 1 | 6 (highlighted) | Empty | 6 (highlighted) | 2 |
| A | B | C               | D     | E               | F |

En semant les graines de C ou E, le joueur du bas ne récolte qu'un trou.
| a | b | c               | d               | e               | f               |
| - | - | --------------- | --------------- | --------------- | --------------- |
| 4 | 3 | 3               | 2 (highlighted) | 1 (highlighted) | 2 (highlighted) |
| 3 | 1 | 6 (highlighted) | Empty           | 6               | 2               |
| A | B | C               | D               | E               | F               |

En semant C, le joueur du bas récolte d, e et f.

### Milieu de partie
- Il faut chercher à construire des « greniers » (cases comportant assez de graines pour faire un tour complet et récolter dans le camp adverse)[2].
- Il faut veiller à ce que ses greniers visent une case vulnérable chez l'adversaire (moins de deux graines, et permettant des prises multiples), et s'assurer de l'absence de possibilité de contre-attaque[2].

Exemple de contre-attaque :
| a     | b               | c     | d               | e | f  |
| ----- | --------------- | ----- | --------------- | - | -- |
| Empty | 4 (highlighted) | 1     | 1               | 1 | 2  |
| Empty | 1               | Empty | 1 (highlighted) | 3 | 15 |
| A     | B               | C     | D               | E | F  |

En jouant le grenier F, il est possible de récolter 9 graines entre c et e, mais alors b ripostera en D et en récoltera 10.
- Il faut avoir des cases avec peu de graines pour jouer des coups d'attente lorsque le grenier est en cours de formation ou ne vise pas encore de case intéressante chez l'adversaire[2].

Utilisation des greniers :
| a     | b | c               | d     | e     | f     |
| ----- | - | --------------- | ----- | ----- | ----- |
| Empty | 2 | 2 (highlighted) | Empty | Empty | Empty |
| Empty | 1 | Empty           | Empty | Empty | 15    |
| A     | B | C               | D     | E     | F     |

Le trou F vise la case c qui ne peut être récoltée tant qu'elle contient deux graines.
| a     | b | c                   | d     | e     | f     |
| ----- | - | ------------------- | ----- | ----- | ----- |
| 1     | 1 | Empty (highlighted) | Empty | Empty | Empty |
| Empty | 2 | 1                   | Empty | Empty | 15    |
| A     | B | C                   | D     | E     | F     |

Après la séquence B - b - A - a - B, le joueur du haut est obligé de jouer c et permet au grenier d'y récolter 4 trous.

### Fin de partie
- Il faut chercher à avoir le plus de graines dans son camp pour forcer l'adversaire à jouer des coups où il sera possible de lui capturer les siennes[2].

| a     | b | c     | d     | e                   | f |
| ----- | - | ----- | ----- | ------------------- | - |
| 1     | 1 | Empty | Empty | Empty (highlighted) | 1 |
| Empty | 1 | Empty | Empty | Empty               | 2 |
| A     | B | C     | D     | E                   | F |

| a     | b     | c     | d     | e                   | f |
| ----- | ----- | ----- | ----- | ------------------- | - |
| Empty | Empty | Empty | Empty | Empty (highlighted) | 1 |
| 1     | 1     | Empty | 1     | Empty               | 2 |
| A     | B     | C     | D     | E                   | F |

| a     | b     | c     | d               | e     | f     |
| ----- | ----- | ----- | --------------- | ----- | ----- |
| Empty | Empty | Empty | Empty           | Empty | Empty |
| 1     | Empty | Empty | 3 (highlighted) | 2     | 1     |
| A     | B     | C     | D               | E     | F     |

| a     | b     | c     | d     | e     | f               |
| ----- | ----- | ----- | ----- | ----- | --------------- |
| Empty | Empty | Empty | Empty | Empty | 1               |
| 1     | Empty | Empty | Empty | 3     | 2 (highlighted) |
| A     | B     | C     | D     | E     | F               |

| a     | b     | c     | d     | e               | f     |
| ----- | ----- | ----- | ----- | --------------- | ----- |
| Empty | Empty | Empty | Empty | Empty           | 1     |
| 1     | Empty | Empty | Empty | 3 (highlighted) | Empty |
| A     | B     | C     | D     | E               | F     |

## Résolution mathématique
En 2002 une variante d'awalé, autorisant les coups capturant toutes les graines de l'adversaire, a été résolue, : une partie parfaite se solde par un match nul. La résolution a exploré les 889 063 398 406 coups possibles, ce qui a pris 51 h sur une grappe de 144 processeurs. La variante jouée la plus couramment en tournoi a quant à elle été résolue en 2021 : le seul coup garantissant la nulle pour le premier joueur est le coup F.
Seul coup d'ouverture garantissant la nulle, les autres coups perdant 23-25 :
| a | b | c | d | e | f               |
| - | - | - | - | - | --------------- |
| 4 | 4 | 4 | 4 | 4 | 4               |
| 4 | 4 | 4 | 4 | 4 | 4 (highlighted) |
| A | B | C | D | E | F               |

| a | b | c | d | e | f                   |
| - | - | - | - | - | ------------------- |
| 4 | 4 | 5 | 5 | 5 | 5                   |
| 4 | 4 | 4 | 4 | 4 | Empty (highlighted) |
| A | B | C | D | E | F                   |

Position obtenue après le premier coup optimal.

## Tournois

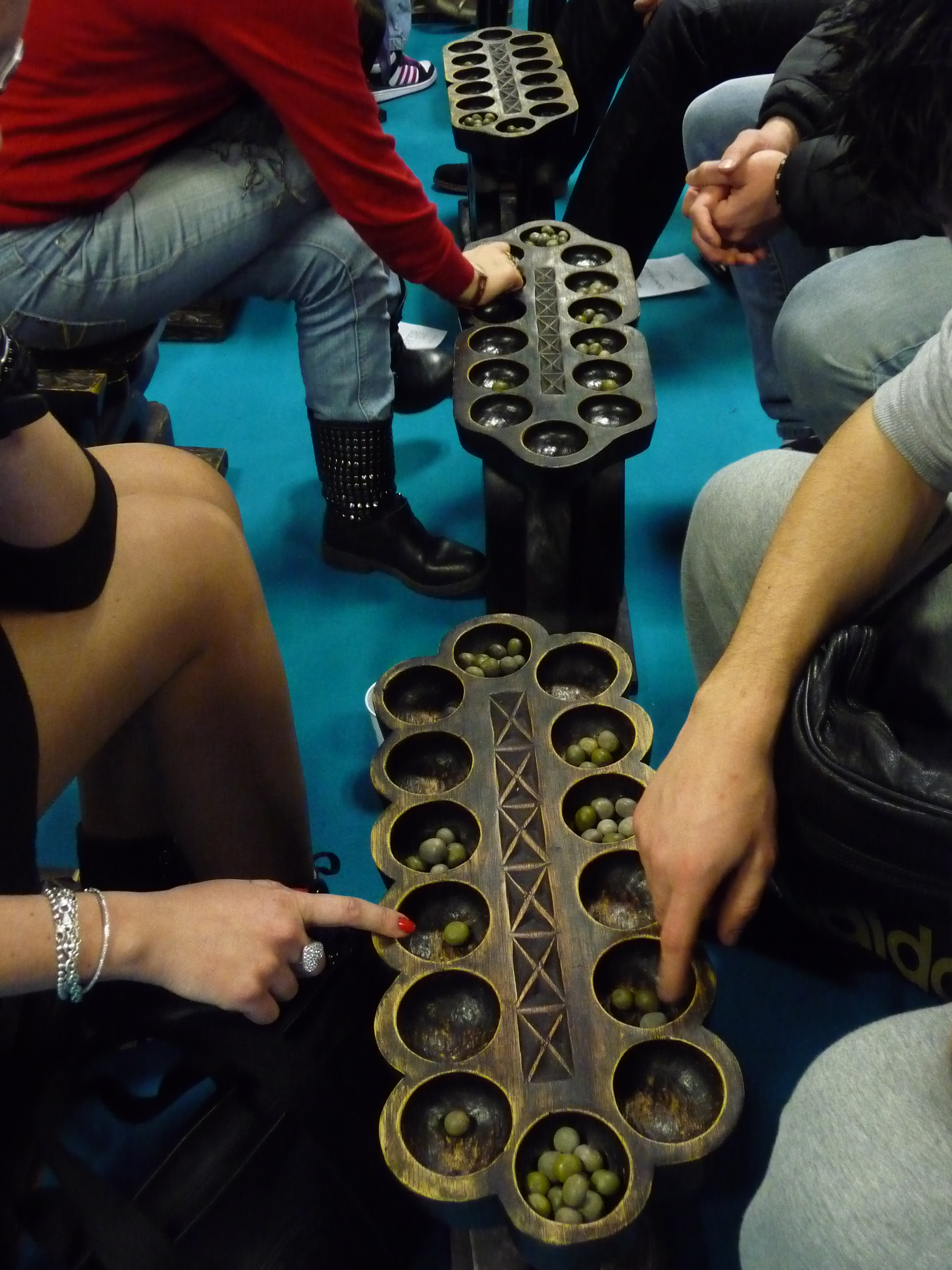
Joueurs d'Awalé au Festival de jeux à Cannes (France) le 2 mars 2013.

Des tournois d'awalé sont organisés régulièrement à Cannes (France) durant le Festival des jeux en février-mars, ainsi qu'au musée suisse du jeu à La Tour-de-Peilz (Suisse) en automne. Un championnat scolaire regroupant plus de mille élèves est également organisé chaque année dans le Loiret.
En 2021 a été organisé le premier championnat d'awélé de Côte-d'Ivoire, remporté par Mathurin Yapi.